# Veliki indijski nosorog
Veliki indijski nosorog (lat. Rhinoceros unicornis) najveća je od tri azijske vrste nosoroga te drugi najveći azijski sisavac, nakon azijskog slona.

## Rasprostranjenost
Veliki indijski nosorog nekoć je nastavao cijeli sjeverni dio indijskog potkontinenta, od Pakistana na zapadu, do Burme na istoku. No danas je stjeran tek u nekoliko džepova u južnom Nepalu, sjevernom Bengalu, dolini Brahmaputre i u butanskom NP Manasu.

## Opis životinje
Mužjaci velikog indijskog nosoroga dugi su 370-380 cm, visoki 170-185 cm, a teže 2000-2130 kg. Ženke su nešto manje - duljina njihova tijela iznosi 310-340 cm, visina 150-170 cm, a masa im iznosi otprilike 1600 kg. Neke jedinke mogu težiti i do 4000 kilograma.
Indijski nosorog ima samo jedan rog dužine oko 25 cm, sačinjen od keratina.
Tijelo ovog nosoroga prekriveno je debelom sivkasto-smeđom kožom, koja zbog dubokih kožnih nabora izgleda poput oklopa.

## Stanište i način života
Veliki indijski nosorog većinom je samačka životinja iako su ponekad viđeni i u skupinama za vrijeme kupanja u rijekama.
Veoma su teritorijalne životinje, posebice za vrijeme parenja. Teritoriji mužjaka su površine oko 2-8 km², a označavaju ih urinom. Prijelaz preko tuđeg teritorija može rezultirati sukobom.
Indijski nosorog nema prirodnih neprijatelja, osim tigrova koji znaju napadati nezaštićenu mladunčad.
Mogu trčati brzinom do 55 km/h, dobri su plivači te imaju dobar sluh i njuh, ali loš vid.
Indijski nosorozi su vegetarijanci. Hrane se travama, plodovima, grančicama, ali i algama. Hrane se većinom u sumrak i jutro.

## Razmnožavanje
Trudnoća ženki indijskog nosoroga traje 16 mjeseci, a mlado ostaje s majkom do najviše tri godine. Razmak između dvije trudnoće traje otprilike 34-51 mjeseca.
Ženke su spolno zrele s 4 godine, ali rijetko kad dolazi do parenja prije navršavanja šeste godine života. 
Mužjaci su spolno zreli s pet, ali najčešće se pare tek s 15 godina, kad postanu dovoljno veliki i snažni za privlačenje ženki.
Životni vijek indijskog nosoroga je oko 40 godina.

## Ugroženost
Indijski je nosorog osjetljiva vrsta s 2575 jedinki u divljini; 378 u Nepalu, 2200 na prostoru Indije i 19 u Butanu. Zbog oštrih mjera zaštite, brojnost ove vrste nosoroga se povećava. Uspjeh programa zaštite još je uočljiviji uzmemo li u obzir da je 1900. godine u divljini preživljavalo jedva 200 jedinki.